# كل سكرين
كِل سكرين  (بالإنجليزية: Kill Screen)‏ 
هي مجلة مطبوعة ومجلة عبر الإنترنت وُجدت في 2009 بواسطة جيمن وارن وكريس داهلن ومملوكة من قبل شركة كِل سكرين ميديا، آي أن سي(بالإنجليزية: Kill Screen Media, inc)‏، تُركز المجلة على المواضيع المتعلقة بألعاب الفيديو والثقافة.